# Добрев, Иван (славист)
Иван Добрев (род. 18 октября 1938, Сливен, Третье Болгарское царство) — болгарский славист. Он является одним из основателей кафедры кирилло-мефодиевских исследований в Софийском университете. 
В 1962 году окончил факультет болгарской филологии Софийского университета и в течение 46 лет преподавал в нём, а также в других болгарских университетах предметы древнеболгарский язык и историю Болгарии. Специализировался в Москве и Санкт-Петербурге. С 1996 года он является членом Болгарской академии наук.
Он является автором более 100 статей и исследований.